# Lamatola
Lamatola (nep. लामातोला) – gaun wikas samiti w zachodniej części Nepalu w strefie Seti w dystrykcie Bajhang. Według nepalskiego spisu powszechnego z 2011 roku liczył on 370 gospodarstw domowych i 1854 mieszkańców (1045 kobiet i 809 mężczyzn).